# Paul Rapacioli
Paul Rapacioli, född 24 mars 1973, är grundare av internetpublikationen The Local och tidigare grundande vd för den brittiska jobbsajten reed.co.uk. Han startade The Local 2004, ett år efter att ha flyttat till Sverige.
2018 utgavs Rapaciolis bok Good Sweden, Bad Sweden som handlar om bilden av Sverige i världen. Med boken, men även i andra sammanhang, har Rapacioli deltagit i debatten om Sverigebilden både nationellt och internationellt samt citerats av andra som deltar i debatten. Rapacioli kommenterade i oktober 2018 att den negativa skildringen av Sverige även hade börjat rapporteras i större internationella medier.
Sedan februari 2024 är Paul Rapacioli chef för Medieinstitutet Fojo i Kalmar.